# Фиумичело
Фиумичѐло (на италиански: Fiumicello; на фриулски: Flumisel, Флумизел) е било община в Северна Италия, провинция Удине, автономен регион Фриули-Венеция Джулия. Административен център на общината е било градче Сан Валентино (San Valentino), което е разположено е на 6 m надморска височина. Сега територията е част от община Фиумичело Вила Вичентина.